# La que miente en tu cara
«La que miente en tu cara» es el primer sencillo del álbum "Marbella", segunda producción discográfica de la cantante mexicana Marbella Corella, compuesto y producido por su hermano Juan Corella. El videoclip se estrenó el 4 de diciembre en la plataforma YouTube.

## Créditos
- Marbella Corella — voz
- Juan Corella — composición
- Estudio Zonyka — mezcla
- Chuy Ceballos — arreglos